# Emblemaria culmenis
Emblemaria culmenis är en fiskart som beskrevs av Stephens, 1970. Emblemaria culmenis ingår i släktet Emblemaria och familjen Chaenopsidae. Inga underarter finns listade i Catalogue of Life.